# HD71833
HD71833 — хімічно пекулярна зоря спектрального класу B8, що має видиму зоряну величину в смузі V приблизно  6,7.
Вона  розташована на відстані близько 1342,2 світлових років від Сонця.

## Пекулярний хімічний склад
Зоряна атмосфера HD71833 має підвищений вміст 
Hg
.